# Lesnovo
Lesnovo (Bulgaars: Лесново) is een dorp in de Bulgaarse gemeente Elin Pelin, oblast Sofia. De afstand tot Sofia is (hemelsbreed) 26 km. 

## Bevolking
Het dorp telde in december 2019 1.655 inwoners, een daling vergeleken met het maximum van 2.125 in 1965.
|  |

Van de 1773 inwoners reageerden er 1586 op de optionele volkstelling van 2011. Van deze 1586 respondenten identificeerden 1281 personen zichzelf als etnische Bulgaren (80,8%), gevolgd door 288 Roma (18,2%) en 7 Bulgaarse Turken (0,4%). 10 respondenten (0,6%) gaven geen definieerbare etniciteit op.
| Etniciteit   | Aantal | %     |
| ------------ | ------ | ----- |
| Bulgaren     | 1281   | 80,8% |
| Turken       | 7      | 0,4%  |
| Roma         | 288    | 18,2% |
| Overig       | 10     | 0,6%  |
| Respondenten | 1586   |       |

## Afbeeldingen

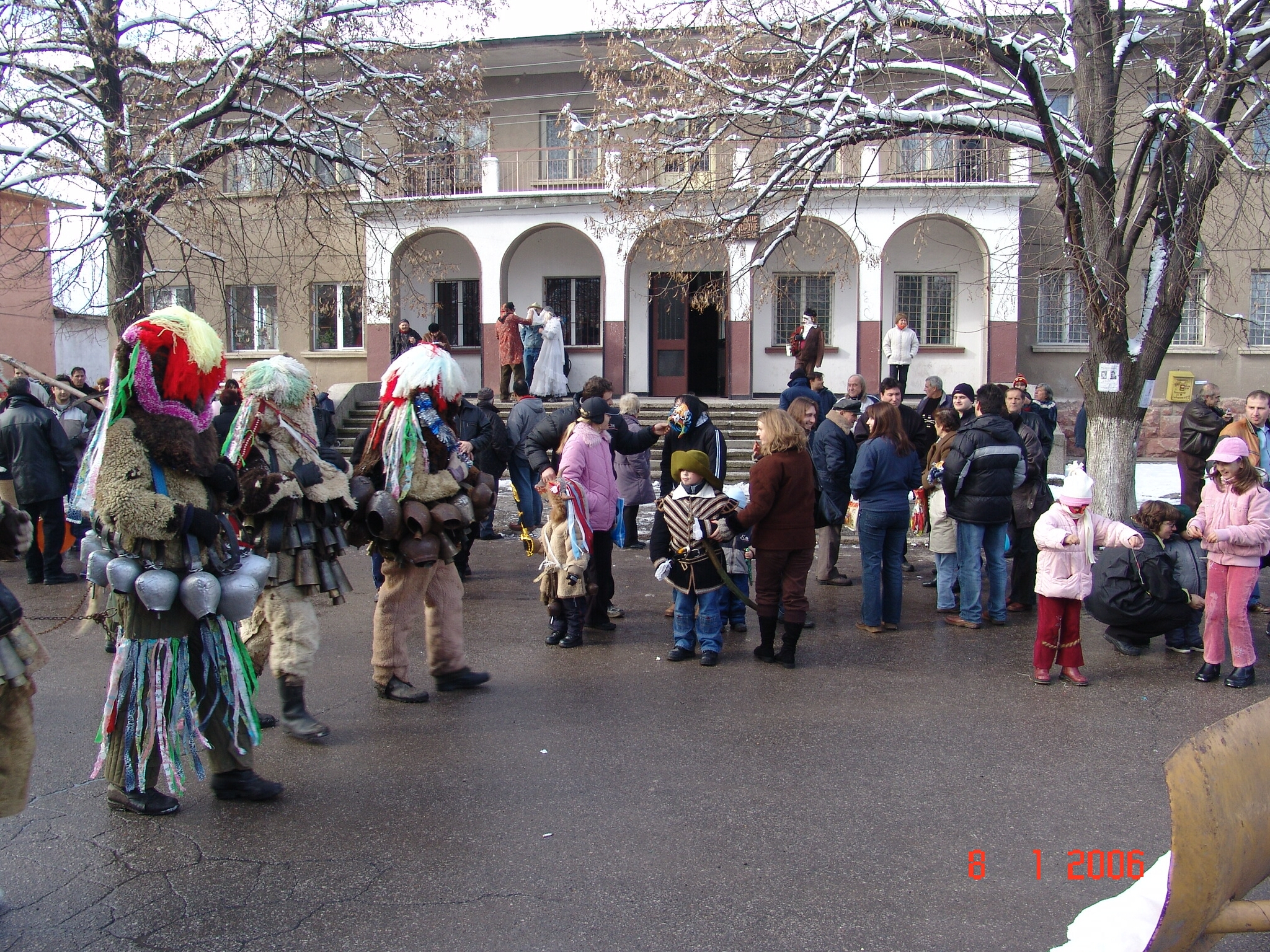
De inwoners van Lesnovo vieren Kukeri
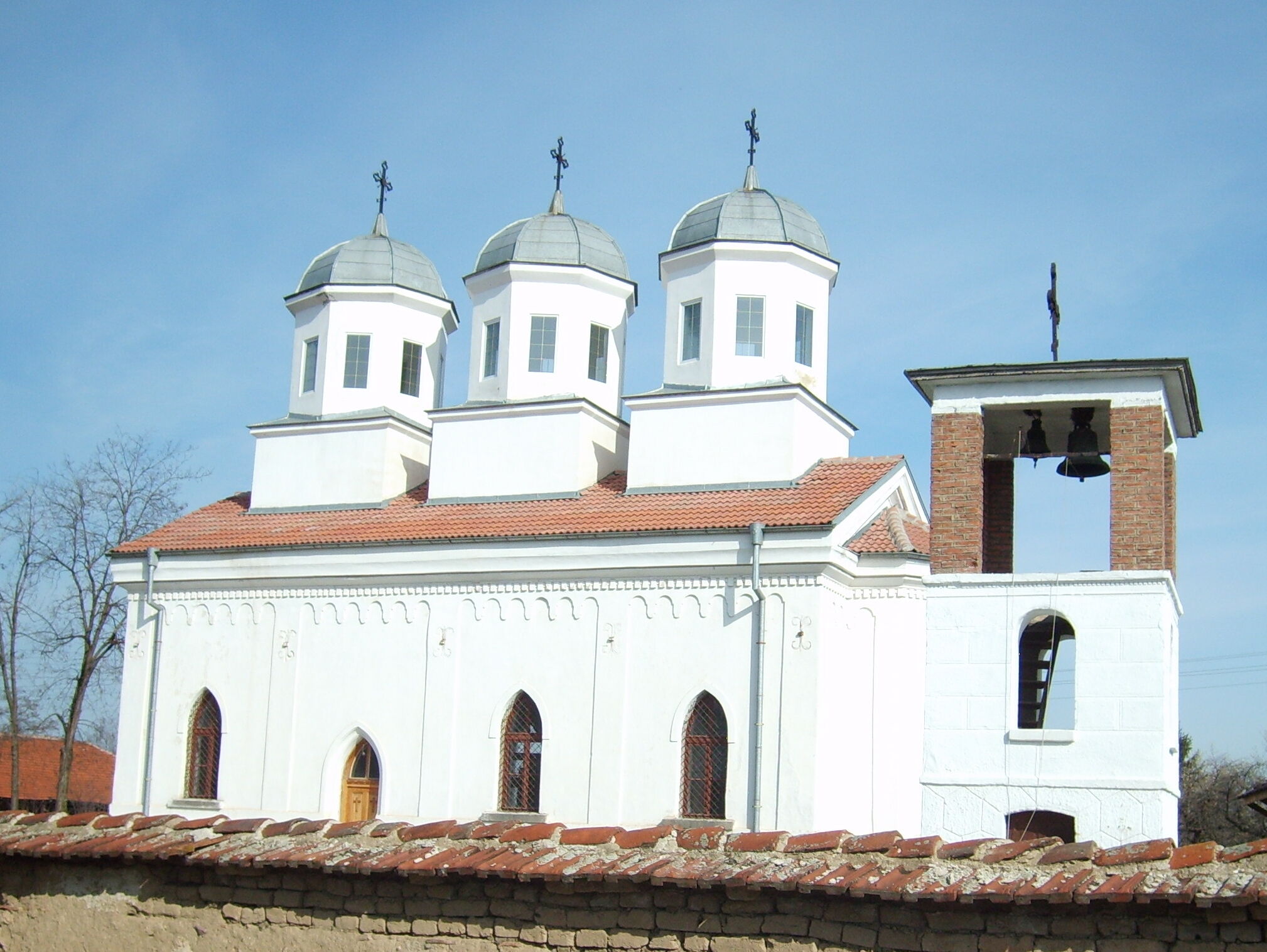
De Kerk van de Aartsengel Michaël